# 29738 Ivobudil
29738 Ivobudil (1999 BT8) là một tiểu hành tinh vành đai chính được phát hiện ngày 23 tháng 1 năm 1999 bởi J. Ticha và M. Tichy ở Klet.